# Martti Vainio
Martti Olavi Vainio (Vehkalahti, 30 dicembre 1950) è un ex mezzofondista e maratoneta finlandese, campione europeo dei 10 000 metri piani a Praga 1978.

## Biografia
Oltre alla medaglia d'oro europea del 1978, conquistò anche la medaglia di bronzo a campionati europei di Atene 1982 nei 10000 m e ai campionati mondiali di Helsinki 1983 nei 5 000 metri piani.
Ai Giochi olimpici di Los Angeles 1984 arrivò al secondo posto nella gara dei 10000 m, ma la medaglia d'argento gli venne ritirata, in quanto risultò positivo a un controllo antidoping. Questo gli causò una lunga squalifica, che venne però ridotta a 18 mesi dopo l'appello presentato dalla federazione finlandese di atletica.
Il suo ritorno alle competizioni avvenne in occasione dei campionati mondiali di Roma 1987 nei 10000 m senza però riuscire a terminare la gara. Dopo il suo ritiro dalla carriera agonistica abbandonò definitivamente il mondo dello sport.

## Altre competizioni internazionali
1977
- 4º in Coppa Europa ( Helsinki), 10000 m piani - 28'07"23

1981
- 5º in Coppa del mondo ( Roma), 10000 m piani - 27'48"82

1987
- Argento alla Maratona di Kittilä ( Kittilä) - 2h13'39"

1988
- 29º alla Maratona di Boston ( Boston) - 2h18'37"